# James Cecil (3e comte de Salisbury)
James Cecil, 3e comte de Salisbury, (1648 - juin 1683), connu sous le nom vicomte Cranborne de 1660 à 1668, est un noble et homme politique britannique.

## Biographie
Il est le fils de Charles Cecil (vicomte Cranborne) (en), fils de William Cecil (2e comte de Salisbury). Sa mère est Lady Diana Maxwell. Il aurait fréquenté le St John's College de Cambridge . En 1668, il succède à son grand-père comme comte. Il est investi conseiller privé en 1679 et est fait chevalier de la jarretière un an plus tard, mais est expulsé du conseil quelques mois avant sa mort en raison de sa participation au Complot de Rye-House.
Le 1er octobre 1661, il épouse Margaret Manners (en), fille de John Manners (8e comte de Rutland). Ils ont deux fils James Cecil (4e comte de Salisbury), Robert Cecil (1670-1716) et une fille Margaret Cecil.
Il meurt en juin 1683 et son fils James lui succède.